# Old Man's Journey
Old Man's Journey (укр. Мандрівка старого) — пригодницька відеогра 2017 року, що розповідає історію старого чоловіка, який вирушив у подорож, розроблена та випущена австрійською студією Broken Rules. Гра була випущена у 2017 році для Android, iOS, macOS та Microsoft Windows. У 2018 році вона була портована на Nintendo Switch та PlayStation 4, а у 2019 році на Xbox One. Old Man's Journey здобула позитивні відгуки критиків та гравців та отримала номінації на різноманітні ігрові премії.
Відеогра розповідає про подорож старого чоловіка, який вирушає в мандри після отримання листа. Упродовж гри деякі напівзастиглі спогади пояснюють минуле життя чоловіка. Гравець взаємодіє з оточенням та пересуває старого чоловіка з однієї точки в іншу, розв'язуючи прості головоломки та взаємодіючи з різними персонажами. Один з ключових елементів гри — це її візуальний стиль. Гра має детальну та красиву графіку, що створює атмосферу ніжності та меланхолії. Музика та звуковий дизайн також доповнюють настрій гри, підсилюючи емоції та переживання гравця. У грі немає діалогів або тексту, тому гравець повинен звертати увагу на зображення та звуки, щоб зрозуміти історію.

## Сюжет
Old Man's Journey розповідає історію літнього чоловіка, який вирушає у тривалу подорож, щоби пізнати себе. Бувши молодим чоловіком, наш герой знайшов кохання свого життя і створив з нею сім'ю. Але, попри сильні почуття, його пристрасть до моря не могла вгамуватися. Тож чоловік вирушив на подорожі, сумуючи за своєю дружиною та дочкою. Згодом він повертається додому, але бачить, що будинок порожній: сім'я покинула свій дім. Історія починається з того, що чоловік дивиться на море, а потім отримує листа, який змушує його надіти величезний рюкзак, взяти палицю і вирушити в дорогу. Історія розповідається повністю без слів. У певні моменти чоловік зупиняється, сідає і згадує своє життя. Кожен спогад має форму нерухомого зображення, що зображає особливо важливу життєву подію: народження дитини, наприклад. Діставшись до місця призначення, старий знаходить свою літню дружину в ліжку. Невдовзі вона помирає. Дочка та батько обіймаються та плачуть. Гра закінчується тим, що головний герой, його дочка й онука пливуть на човні.

## Ігровий процес
Old Man's Journey — це відеогра, яка належить до жанру пригодницьких графічних ігор. Історія гри розкривається через різноманітні сцени, які гравець проходить, пересуваючи старого чоловіка з одного місця на інше. Гра має дуже глибоку та емоційну атмосферу, яку створює комбінація графічного дизайну, музики та звукового дизайну. Кожна сцена гри містить чудово зроблену графіку та звуковий фон, що допомагає передати настрій історії. Багато елементів у грі засновані на дійсних місцях у світі, таких як Австрія, Іспанія та Італія, що створює відчуття дійсності. Гра також містить прості головоломки, які гравець повинен розв'язати, щоб продовжити історію. Головоломки не досить простими.
Гравець керує чоловіком за допомогою миші, натискаючи туди, куди він хоче рухатися. Щоб персонаж міг просуватися, гравець має натискати та перетягувати пагорби, щоб змінити ландшафт, регулюючи їхню висоту в певних межах, за винятком того місця, де стоїть дідусь. Коли краї пагорбів збігаються, старий може переходити з одного на інший — навіть якщо один з них знаходиться на передньому плані, а інший на задньому. Іноді до складу головоломок входять вівці, які потрібно відсунути, щоб дідусь зміг пройти. Здебільшого дідусь здійснює свою подорож пішки, але іноді використовуються й інші засоби пересування. У цьому випадку гравцеві може знадобитися розв'язати кілька головоломок про навколишнє середовище, щоб дозволити їм просуватися далі. Іноді старий сідає відпочити, і гравець повинен знайти в декораціях предмет, який викличе в ньому спогад, ініціюючи флешбек і дозволяючи гравцеві просуватися далі. Більша частина історії чоловіка розповідається через ці спогади, які складаються з коротких, одномоментних анімацій (наприклад, чоловік дивиться на будинок під дощем) і повністю уникають діалогів.

## Оцінки
| Агрегатор  | Оцінка                            |
| ---------- | --------------------------------- |
| Metacritic | iOS: 86/100 PC: 76/100 NS: 73/100 |

| Видання               | Оцінка |
| --------------------- | ------ |
| Destructoid           | 8/10   |
| Game Informer         | 8/10   |
| Nintendo Life         | 7/10   |
| Nintendo World Report | 7.5/10 |
| Pocket Gamer          | [ 7 ]  |
| Polygon               | 8/10   |

Гра отримала «загалом схвальні» відгуки, згідно з Metacritic, агрегатором оглядів відеоігор.

## Нагороди
| Рік  | Нагорода                      | Категорія                            | Результат        | Примітки |
| ---- | ----------------------------- | ------------------------------------ | ---------------- | -------- |
| 2018 | Bolognaragazzi                | Цифрова нагорода                     | Перемога         |          |
| 2018 | Emotional Games Award         | Найкраще художнє досягнення          | Перемога         |          |
| 2018 | Game Developers Choice Awards | Найкраща мобільна гра                | Почесна відзнака |          |
| 2018 | Google Indie Games Contest    |                                      | Друга сходинка   |          |
| 2018 | Google Indie Games Contest    | Unity-нагорода                       | Перемога         |          |
| 2018 | Taipei Game Show              | Найкраще візуальне мистецтво         | Перемога         |          |
| 2018 | Taipei Game Show              | Гран-прі                             | Перемога         |          |
| 2017 | The Game Awards 2017          | Найкраща мобільна гра                | Номінація        | [ 9 ]    |
| 2017 | Apple iPad Game of the Year   |                                      | Перемога         |          |
| 2017 | Apple Design Awards           |                                      | Перемога         |          |
| 2017 | IGN Best of 2017              | Найкраща мобільна гра                | Номінація        |          |
| 2017 | AzPlay                        | Найкраще візуальне мистецтво         | Перемога         |          |
| 2017 | Busan Indie Connect Festival  | Досконалість у мистецтві             | Перемога         |          |
| 2017 | BIG Festival                  | Нагорода за найкраще мистецтво       | Перемога         |          |
| 2017 | BIG Festival                  | Нагорода за інновації                | Перемога         |          |
| 2017 | Golden Joystick Awards        | Мобільна гра року                    | Номінація        |          |
| 2017 | Independent Games Festival    | Досконалість у візуальному мистецтві | Фіналіст         |          |
| 2017 | Indie Plus Awards             |                                      | Перша сходинка   |          |
| 2017 | Sense of Wonder Night         | Найкраще мистецтво                   | Перемога         |          |
| 2017 | TapTap Game Awards            | Найкращий звук                       | Перемога         |          |
| 2017 | TapTap Game Awards            | Найкраща інді-гра                    | Почесна відзнака |          |
| 2017 | TapTap Game Awards            | Найкращий сюжет                      | Перемога         |          |
| 2017 | TapTap Game Awards            | Найкраще візуальне мистецтво         | Перемога         |          |
| 2016 | IndieCade Europe              | Приз глядацьких симпатій             | Перемога         | [ 10 ]   |